# 팔라완이끼땃쥐
팔라완이끼땃쥐(Palawanosorex muscorum)는 땃쥐과에 속하는 포유류의 일종이다. 팔라완이끼땃쥐속(Palawanosorex)의 현존하는 유일종이다. 필리핀 만타린가잔산에서 발견된다. 만타린가잔산에서만 발견되는 두 종의 땃쥐 중 하나이다.

## 같이 보기
- 팔라완땃쥐